# Pacific Tri-Nations 1986
Das Pacific Tri-Nations 1986 war die fünfte Ausgabe des Rugby-Union-Turniers Pacific Tri-Nations. Dabei spielten die Nationalmannschaften von Fidschi, Westsamoa und Tonga um den Titel des Ozeanien-Meisters. Nach drei Spielen, in denen die drei Teilnehmer jeweils einmal gegen die beiden anderen Teams antraten, sicherte sich Tonga zum ersten (und einzigen) Mal den Titel.

## Tabelle
|    | Land      | Spiele | Siege | Unent. | Ndlg. | Spiel- punkte | Diff. | Tabellen- punkte |
| -- | --------- | ------ | ----- | ------ | ----- | ------------- | ----- | ---------------- |
| 1. | Tonga     | 2      | 2     | 0      | 0     | 44:21         | + 23  | 4                |
| 2. | Fidschi   | 2      | 1     | 0      | 1     | 35:22         | + 13  | 2                |
| 3. | Westsamoa | 2      | 0     | 0      | 2     | 24:60         | − 36  | 0                |

## Ergebnisse
| 28. Juni 1986 | Tonga                                                    | 13 : 6        | Fidschi                            | Teufaiva Sport Stadium, Nukuʻalofa |
| 28. Juni 1986 | Versuche: Fifita Maʻafu Erhöhungen: Lovo Dropgoals: Lovo | (7:0) Bericht | Versuche: Koliloa Erhöhungen: Kubu | Teufaiva Sport Stadium, Nukuʻalofa |

| 2. Juli 1986 | Fidschi                                                                                              | 29 : 9         | Westsamoa            | Teufaiva Sport Stadium, Nukuʻalofa |
| 2. Juli 1986 | Versuche: Cavubulu Ravouvou Yalayala Strafversuch Erhöhungen: Lovokuru (2) Straftritte: Lovokuru (3) | (13:9) Bericht | Straftritte: Aiolupo | Teufaiva Sport Stadium, Nukuʻalofa |

| 5. Juli 1986 | Tonga   | 31 : 15 | Westsamoa | Teufaiva Sport Stadium, Nukuʻalofa |
| 5. Juli 1986 | Bericht |         |           | Teufaiva Sport Stadium, Nukuʻalofa |